# 11.22.63
A 11.22.63 amerikai televíziós minisorozat Stephen King 2011-es 11/22/63 című regényén alapul. Főszereplője és producere James Franco; 2016. február 15-én mutatták be a Hulu-n; a kritikusok pozitívan fogadták. 2016-ban elnyerte a legjobb televíziós műsornak járó Szaturnusz-díjat.

## Ismertető
Egy középiskolai tanár, Jake Epping (James Franco) megpróbálja megakadályozni John Fitzgerald Kennedy meggyilkolását (1963. november 22.), miután öreg haldokló barátja megmutatja neki, ő hogyan próbálta meg visszajutva az időben, de addig sikertelenül próbálkozott.

## Áttekintés
| Évad | Évad | Részek száma | Részek száma | Eredeti sugárzás  | Eredeti sugárzás | Eredeti adó | Magyar sugárzás   | Magyar sugárzás | Magyar adó |
| Évad | Évad | Részek száma | Részek száma | Évadbemutató      | Évadzáró         | Eredeti adó | Évadbemutató      | Évadzáró        | Magyar adó |
| ---- | ---- | ------------ | ------------ | ----------------- | ---------------- | ----------- | ----------------- | --------------- | ---------- |
|      | 1.   | 8            | 8            | 2016. február 15. | 2016. április 4. | Hulu        | 2016. április 12. | n. a.           | FOX        |

## Epizódok
| Sor. | Év. | Cím                                                                          | Rendező          | Író                                 | Premier           | Gyártási szám |
| ---- | --- | ---------------------------------------------------------------------------- | ---------------- | ----------------------------------- | ----------------- | ------------- |
| 1.   | 1.  | A nyúlüreg 1-2. rész (The Rabbit Hole)                                       | Kevin Macdonald  | Bridget Carpenter                   | 2016. február 15. | 101           |
| 2.   | 2.  | A gyilok szint (The Kill Floor)                                              | Fred Toye        | Quinton Peeples                     | 2016. február 22. | 102           |
| 3.   | 3.  | Más hangok, más szobák (Other Voices, Other Rooms)                           | James Strong     | Brian Nelson                        | 2016. február 29. | 103           |
| 4.   | 4.  | Texas tekintetei (The Eyes of Texas)                                         | Fred Toye        | Quinton Peeples , Bridgette Wilson  | 2016. március 7.  | 104           |
| 5.   | 5.  | Az igazság (The Truth)                                                       | James Franco     | Bridget Carpenter                   | 2016. március 14. | 105           |
| 6.   | 6.  | Boldog születésnapot, Lee Harvey Oswald! (Happy Birthday, Lee Harvey Oswald) | John David Coles | Bridget Carpenter                   | 2016. március 21. | 106           |
| 7.   | 7.  | Katonafiú (Soldier Boy)                                                      | James Kent       | Bridget Carpenter , Quinton Peeples | 2016. március 28. | 107           |
| 8.   | 8.  | A kérdéses nap (The Day in Question)                                         | James Strong     | Bridget Carpenter                   | 2016. április 4.  | 108           |